# Fairfield Township (comté de Jackson, Iowa)
Fairfield Township est un township, du comté de Jackson en Iowa, aux États-Unis,.
Le township est fondé en 1845.

## Source de la traduction
- (en) Cet article est partiellement ou en totalité issu de l’article de Wikipédia en anglais intitulé « Fairfield Township, Jackson County, Iowa » (voir la liste des auteurs).